# Corinaldo
Corinaldo ist eine italienische Gemeinde mit 4751 Einwohnern (Stand 31. Dezember 2023) in der Provinz Ancona in den Marken. Die Gemeinde ist Mitglied der Vereinigung I borghi più belli d’Italia (Die schönsten Orte Italiens).

## Geographie
Die Gemeinde liegt etwa 37 Kilometer westnordwestlich von Ancona. Corinaldo grenzt unmittelbar an die Provinz Pesaro und Urbino. Die nördliche Gemeindegrenze bildet der Cesano, durch das südwestliche Gemeindegebiet fließt die Nevola.

Corinaldo ist im Oktober das italienische Zentrum des Halloween.

## Gemeindepartnerschaften
Corinaldo unterhält inneritalienische Partnerschaften mit den Gemeinden Arcore in der Provinz Monza und Brianza, Nettuno in der Metropolitanstadt Rom und San Benedetto dei Marsi in der Provinz L’Aquila.

## Söhne und Töchter der Gemeinde
- Maria Goretti (1890–1902), Heilige
- Aroldo Spadoni (* 1943), Radrennfahrer
- Gerardo Rocconi (* 1949), katholischer Geistlicher, Bischof von Jesi
- Rodolfo Massi (* 1965), Radrennfahrer
- Giuseppe Capotondi (* 1968), Filmregisseur